# Lägern
Die Lägern (im Volksmund auch der Lägern, veraltet auch Lägeren, im Dialekt d Lägere und de Lägere) ist ein gut zehn Kilometer langer, schmaler Höhenrücken zwischen Baden und Dielsdorf in den Schweizer Kantonen Aargau und Zürich.

## Geologie

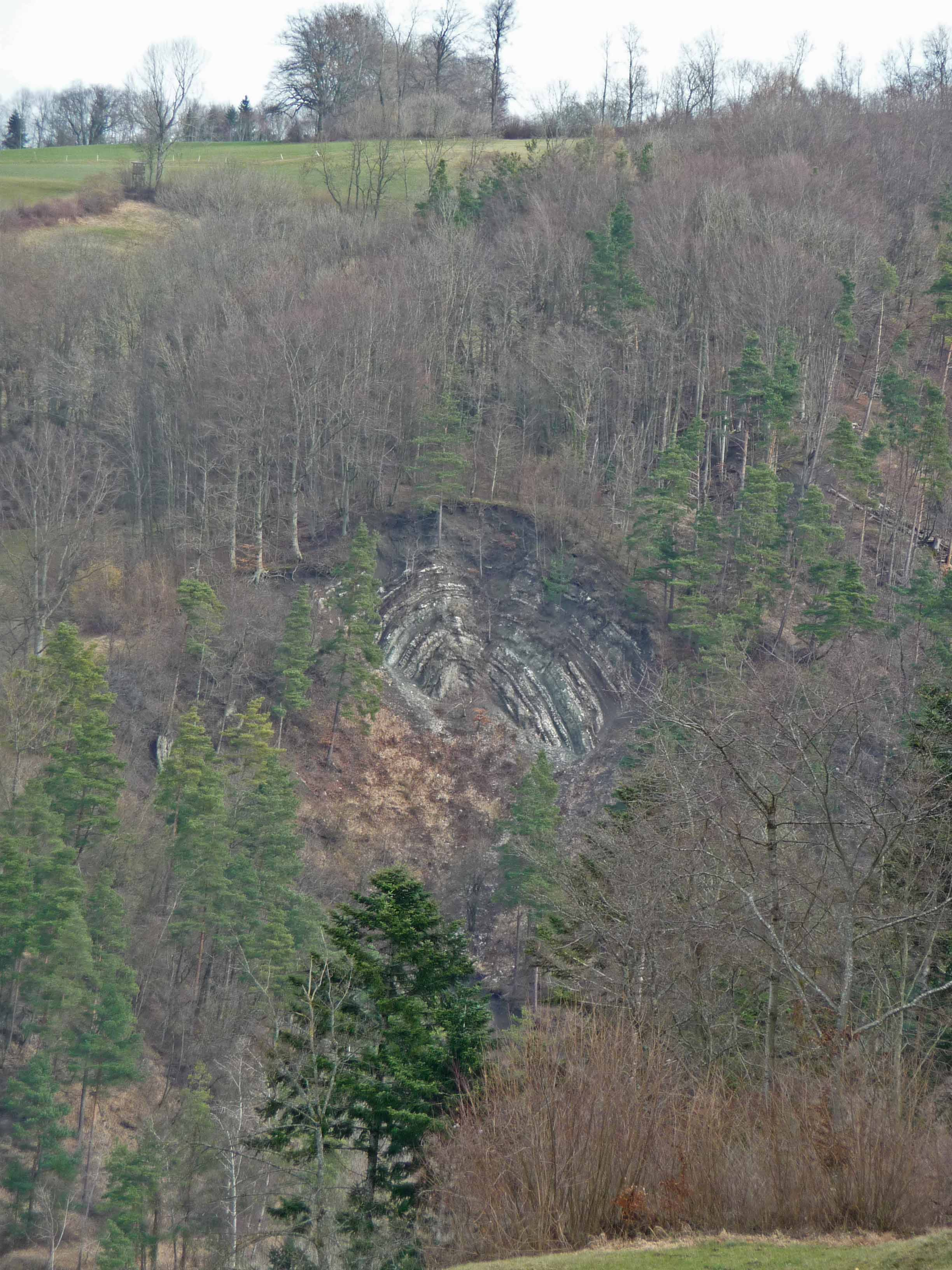
Gipsgruebe bei Ehrendingen

Die Lägern ist der östlichste Ausläufer des Faltenjuras und verläuft in Ost-West-Richtung. Der zu einem Grat zugespitzte Höhenzug wurde vor etwa 9 bis 4 Millionen Jahren im späten Tertiär durch Schub der Alpen nach Nordwesten aufgefaltet. Er besteht vor allem aus Malmkalk, der bei Baden und auf dem Grat frei liegt. Abgesehen davon ist der ganze Berg bewaldet.

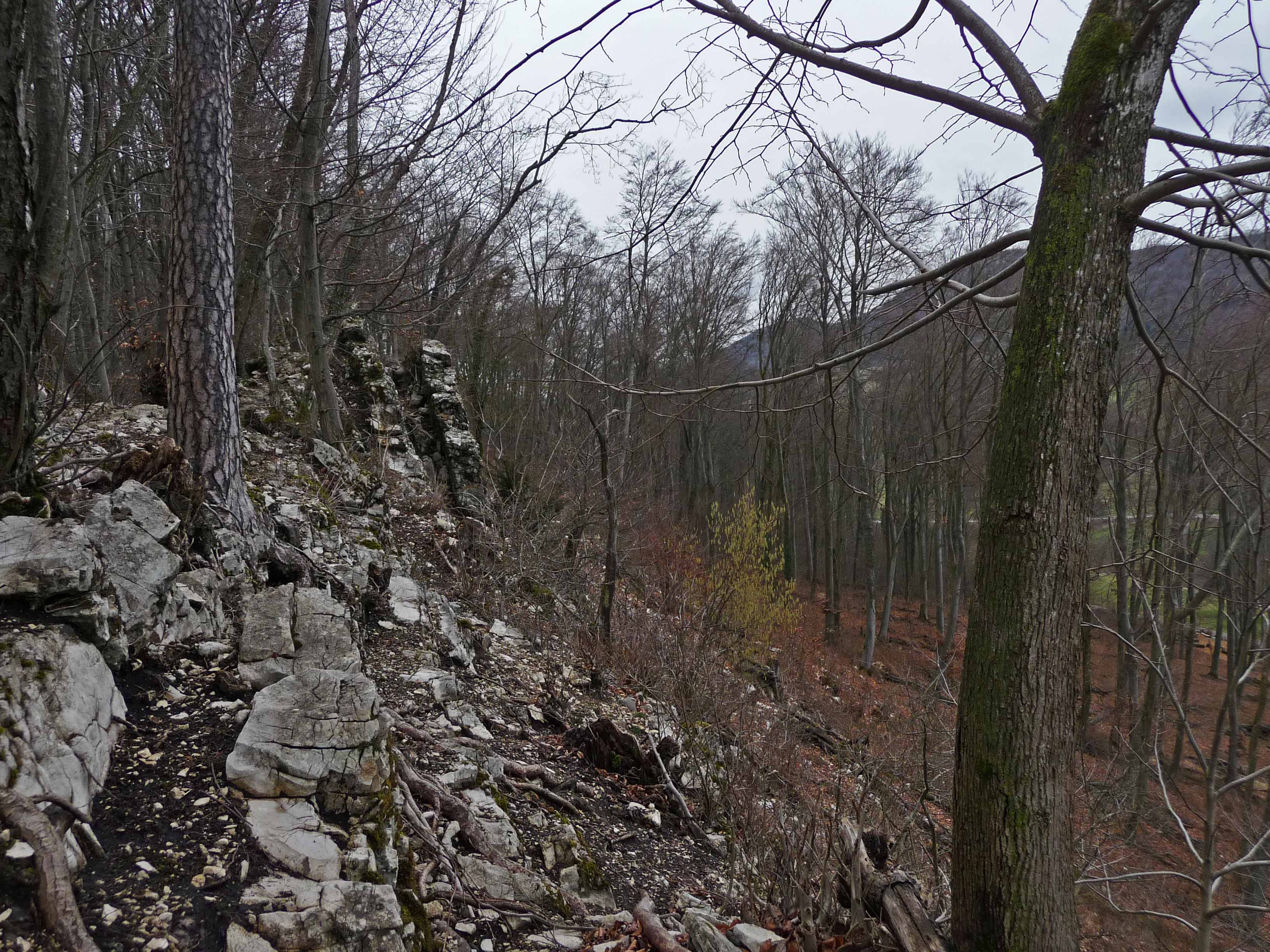
Überkippte Gesteinsplatten am Geissberggrat bei Ennetbaden (Süden ist rechts); rechts im Hintergrund die Lägern mit Wettingerhorn und Burghorn (hinten)

Durch die Tektonik wurden die Gesteinsschichten nach Norden gedrückt, wobei es zur Faltung kam, die stellenweise in eine Überschiebung überging. Ein Grossteil des aufgefalteten Materials wurde im Laufe der Zeit durch Erosion wieder abgetragen, wodurch sich Antiklinaltäler bildeten, z. B. das Tal, in dem der Ort Ennetbaden liegt. Die Lägern selbst stellt weitgehend nur den südlichen Teil der ursprünglichen Antiklinale dar, Überreste des nördlichen Gegenstücks findet man noch im Geissberg nördlich von Ennetbaden und am Steinbuck bei Ehrendingen. Durch die Abtragung liegen am Nordhang und auf dem Grat der Lägern (und entsprechend am Südhang z. B. des Geissbergs) die Kanten der Platten frei. Am Geissberg stehen die Platten praktisch senkrecht bzw. sind durch die Überschiebung sogar teilweise nach Norden hin «überkippt» (siehe Bild).
Auf der Lägern kann man Fossilien finden: Zu den häufigsten Funden gehören Ammoniten aus der Jurazeit. 
Der Geologe Casimir Mösch (1827–1898) trug wesentlich zur Erforschung des Aargauer Juras bei. Die Lägern war sein bevorzugtes Forschungsgebiet.

## Geschichte
Am Nordhang der Lägern wurde in Oberehrendingen im Tal des Gipsbachs in der sogenannten Gipsgruebe ▼  (siehe Bild) seit dem Mittelalter Gips abgebaut. Von 1894 bis 1902 wurde das Material von der Zementfabrik Lägern verarbeitet. In der offen gelassenen Grube ist am Abbruch die für den Jura charakteristische Faltung der Gesteinsschichten besonders gut zu erkennen. In Steinmaur bei Dielsdorf wird bis heute Kalkstein gebrochen.
Namentlich zwei Fundstellen, Weiherboden Otelfingen und Baleeberen Boppelsen, belegen steinzeitlichen Feuerstein-Bergbau an der Lägern, die zu den seltenen Beispielen vorgeschichtlichen Bergbaus im 4. Jahrtausend v. Chr. in der Schweiz zählen. In Pingenbauten, mehreren Meter tiefen Gruben, wurden in Feuerstein führenden Bohnerzlehmen glasharte Feuersteinknollen (Silex) geschürft. Funde bezeugen, dass daraus an Ort und Stelle auch Steingerät – Bohrer, Messer, Pfeilspitzen – hergestellt wurde. Die Klingen fanden in Ufersiedlungen des ganzen Mittellandes (Pfäffikon-Burg) und im Gebiet des heutigen Süddeutschland Verbreitung.
Die Hochwacht war Teil des im 17. Jahrhundert von der Zürcher Regierung erstellten militärischen Alarmsystems. Es verband mehrere Hochwachten, unter anderem auf dem Uetliberg und dem Irchel.
In der Nähe der Hochwacht befand sich ab August 1944 ein Startkatapult der Segelfluggruppe Dübendorf. Dieses wurde jedoch nach dem Zweiten Weltkrieg schon wieder aufgegeben.

## Sehenswürdigkeiten

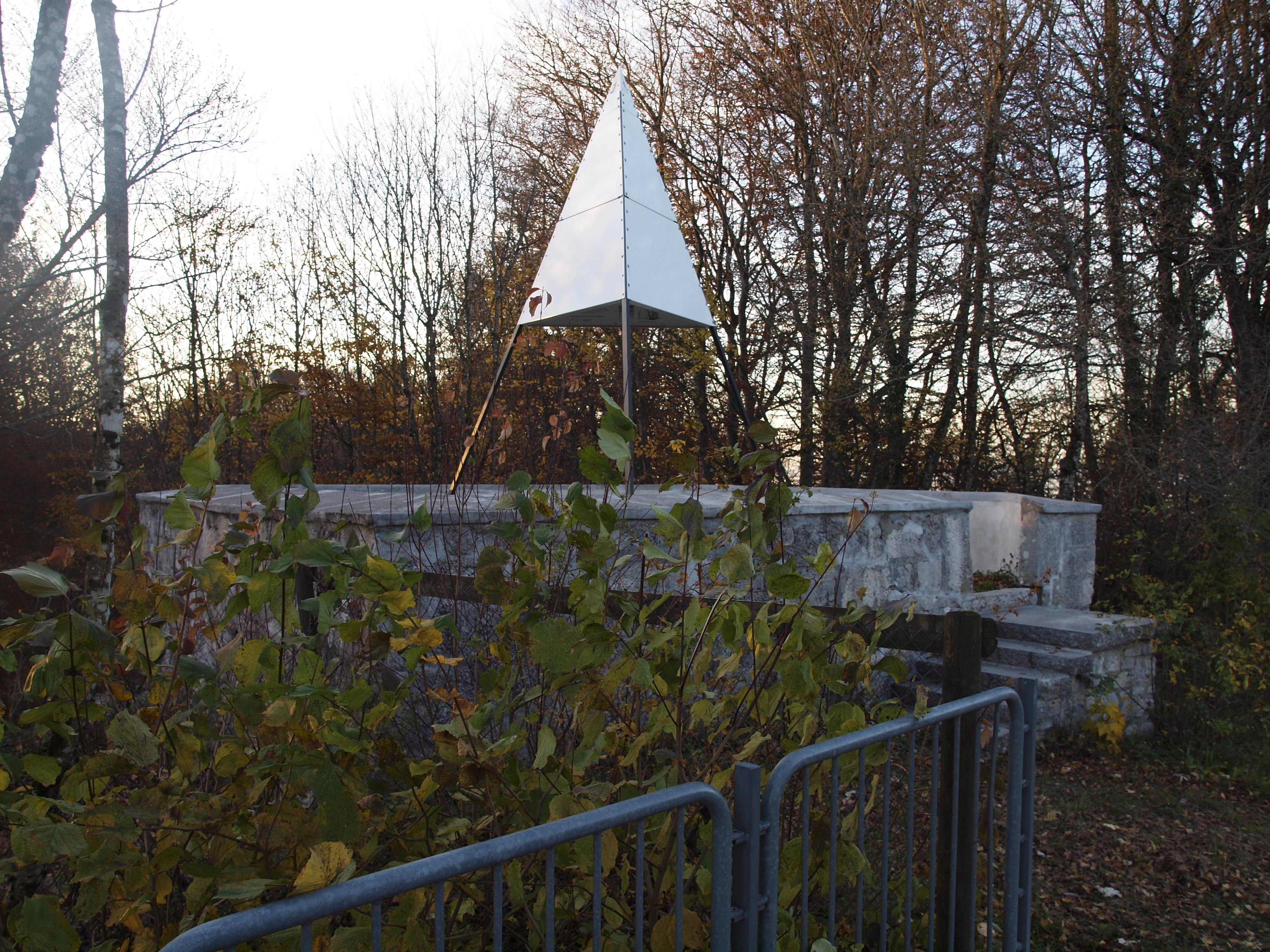
Pyramide beim Triangulationspunkt der Landesvermessung 1903 (2011)

Die höchstgelegenen Punkte sind von West nach Ost der Punkt 805 m, auch Wettingerhorn ▼ genannt, das Burghorn (859 m) ▼, die höchste Erhebung bei der Ruine Alt-Lägern (866 m) und die Hochwacht (853 m). Auf der Hochwacht befindet sich ein Lagefestpunkt 1. Ordnung (ursprünglich Triangulationspunkt). Benachbarte Punkte sind auf dem Feldberg, Hohentwiel, Hörnli, Rigi und Wisenberg.
Im Südhang etwas östlich des Wettingerhorns befindet sich die Höhle Walhalla, die vier junge Wettinger 1921 in ihrer Freizeit erstmals erforschten und ausbauten. Danach bauten von 1930 bis zum Zweiten Weltkrieg verschiedene Jugendorganisationen die Höhle weiter aus.
Der Blick vom Aussichtspunkt auf dem Burghorn nach Süden erstreckt sich vom Säntis in den Appenzeller Alpen über die Glarner Alpen mit dem Tödi, die Urner Alpen mit dem Titlis bis zu den Viertausendern der Berner Alpen. Im Vordergrund lassen sich einige markante Punkte im Mittelland und den Voralpen ausmachen, z. B. der Zürichsee mit Uetliberg und die Berge um den Vierwaldstättersee mit Rigi und Pilatus. Gegen Norden bietet sich ein Ausblick auf den Schwarzwald mit dem Feldberg als höchster Erhebung, den Randen und östlich davon die Vulkanschlote des Hegaus.
Auf der Hochwacht wurde bereits 1895 ein Ausflugsrestaurant gebaut. In unmittelbarer Nähe befindet sich eine nach Süden ausgerichtete, grosse Aussichtsplattform, die einen weitläufigen Blick auf die Alpen erlaubt. Im Vergleich zum Burghorn hat man von hier aus auch freie Sicht nach Osten auf den Zürcher Flughafen und den Säntis.
Westlich der Hochwacht liegt die Ruine Alt-Lägern. Sie wurde von den Freiherren von Regensberg erbaut und vermutlich 1267 zerstört. Noch heute sichtbar ist die rechteckige Umfassungsmauer 20 × 67 m und der 1982 instand gestellte Sodbrunnen. 
Neuere Bauten auf der Lägern sind das 1894 auf dem Stadtgebiet von Wettingen auf dem Schartenfels (465 m) gebaute Restaurant ▼ in einer schlossähnlichen Anlage und der Radom ▼ auf der Hochwacht, der ein Sekundärradar der Schweizer Flugsicherung Skyguide abdeckt. Das Radar wurde in den Jahren 2006 und 2007 erneuert, danach wurden auch die beiden Flugfunksender Lägern West ▼ und Lägern Ost ▼ erneuert. Nahe Dielsdorf liegt auf einem Felssporn das mittelalterliche Landstädtchen Regensberg mit Schloss. Bis Sommer 2016 befand sich am Südhang der Lägern oberhalb von Wettingen eine Messstation ▼ des NABEL (Nationales Beobachtungsnetz für Luftfremdstoffe der Schweiz).
Am Nordfuss der Lägern wurden in Niederweningen die bedeutendsten Mammutfunde der Schweiz gemacht. Exponate sind im Mammutmuseum Niederweningen zu besichtigen.

## Höhenweg
Zwischen Baden und Dielsdorf verläuft ein Höhenweg, ein Teilstück des Jurahöhenweges.
Nach dem Schloss Schartenfels teilt sich der Weg. Der eine Weg verläuft direkt auf dem Grat und ist als Bergweg weiss-rot-weiss signalisiert (Schwierigkeitsgrad T3). Der Weg ist stellenweise sehr schmal und exponiert und verlangt Trittsicherheit und Schwindelfreiheit.  Auf dieser Route kam es auch schon zu tödlichen Abstürzen von Wanderern. Der für den Unterhalt der Wege zuständige Verein Aargauer Wanderwege stellte aufgrund dieser Tatsache im Mai 2013 entsprechende Hinweistafeln an den Zugangswegen auf.
Die Normalroute verläuft nördlich der Krete. Östlich des Wettingerhorns vereinigen sich die Wege auf dem Grat. Von dort aus verläuft der Weg auf dem Grat über das Burghorn und die Ruine Alt-Lägern zur Hochwacht (T2).

## Planetenweg
Beim Parkplatz Linden in Regensberg beginnt ein Planetenweg, der über die Hochwacht zum Burghorn führt. Das Modell des Sonnensystems ist im Massstab 1:1 Milliarde gehalten. Der Weg verläuft ab dem Planeten Erde auf dem Höhenweg in Richtung Westen.

## Bilder

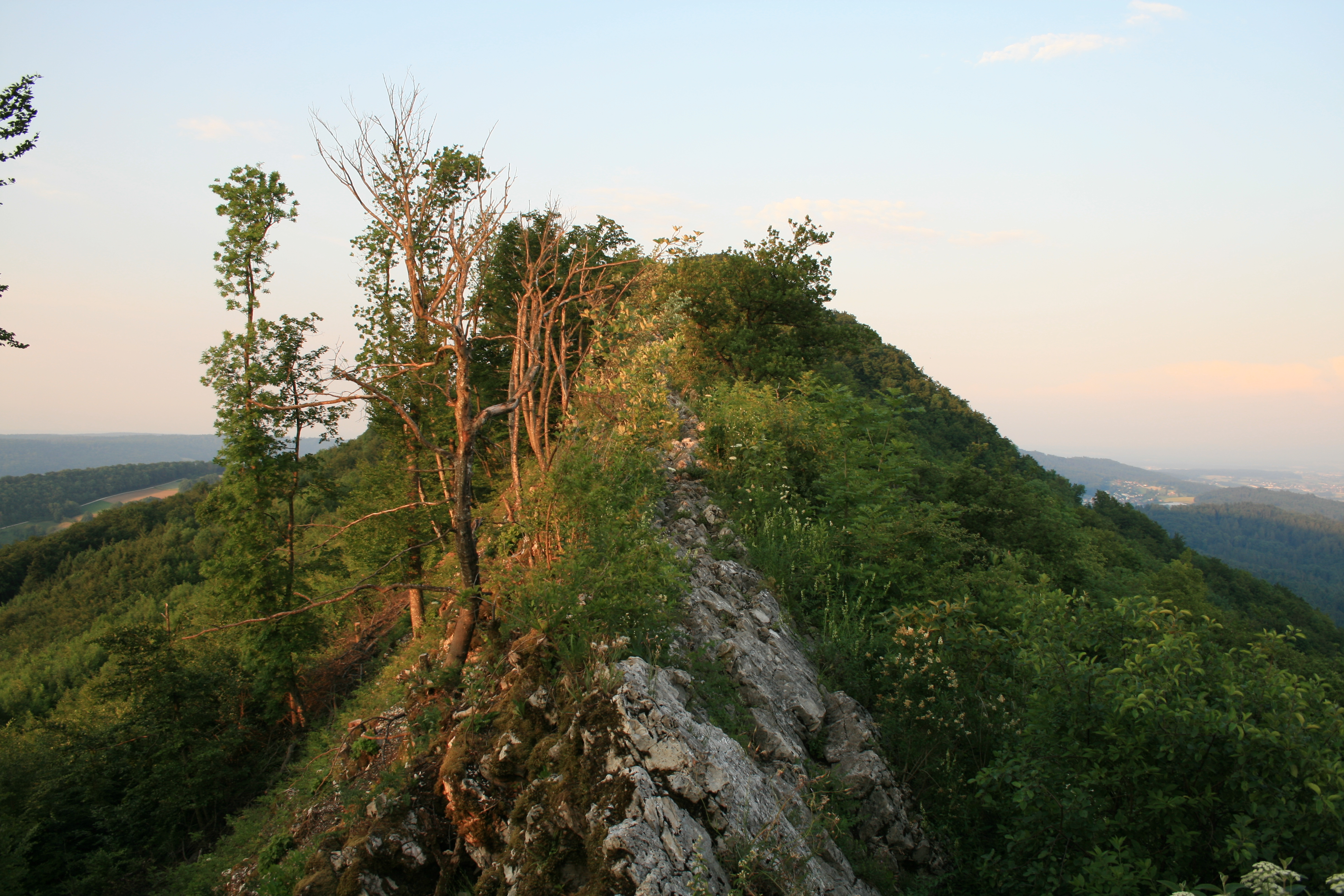
Lägerngrat
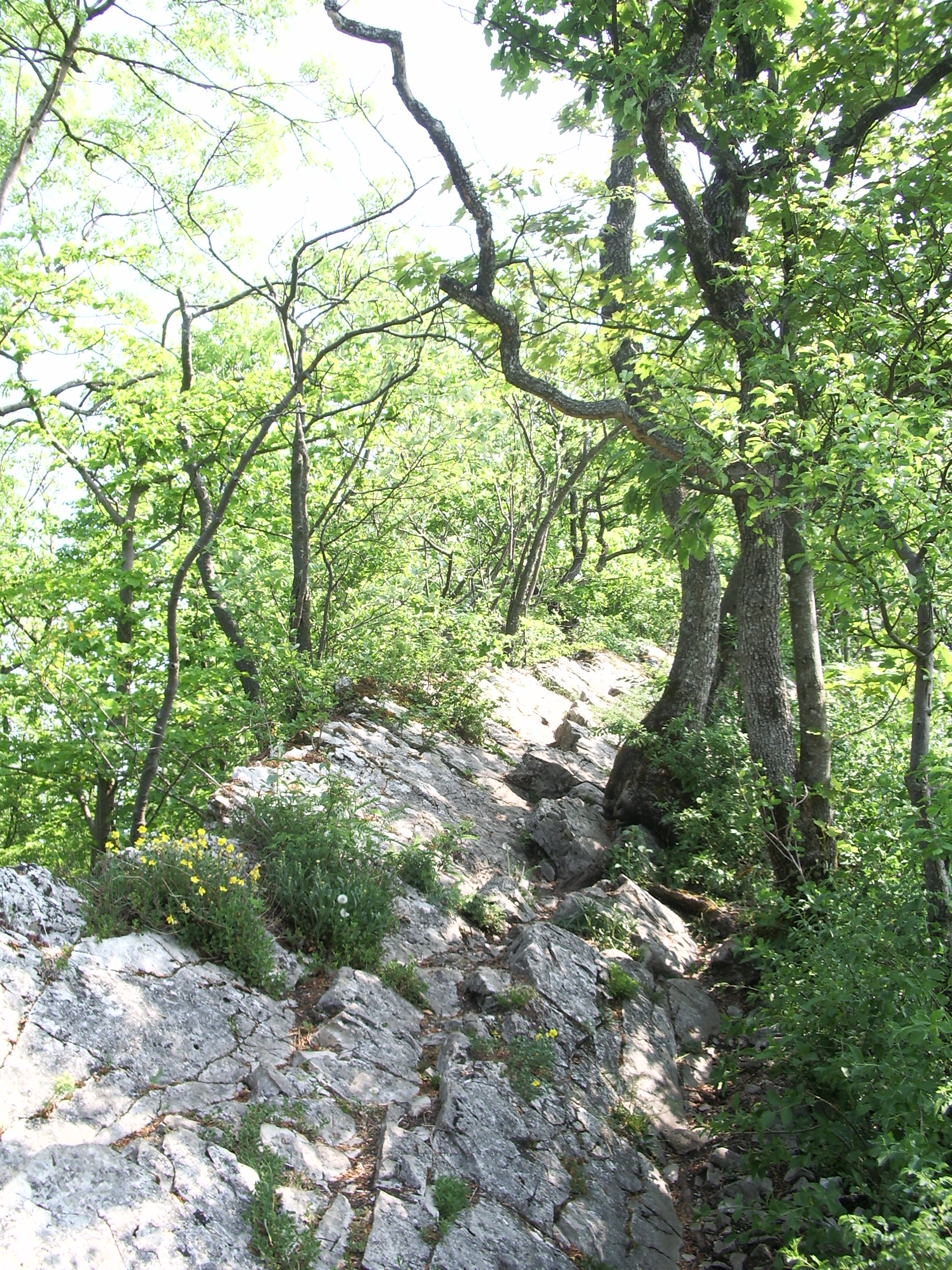
Ruppiger Weg auf dem Lägerngrat
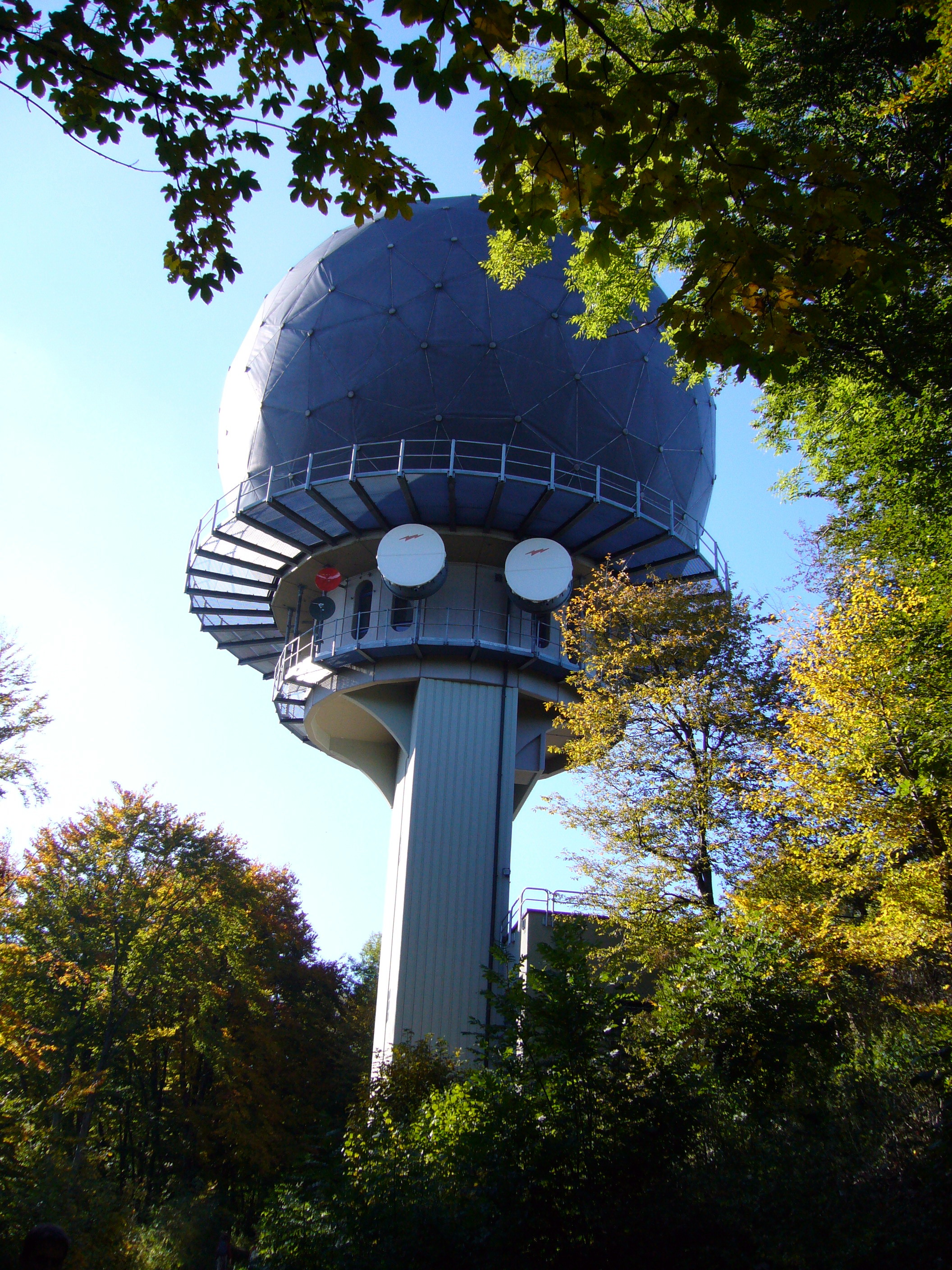
Radom der Schweizer Flugsicherung Skyguide
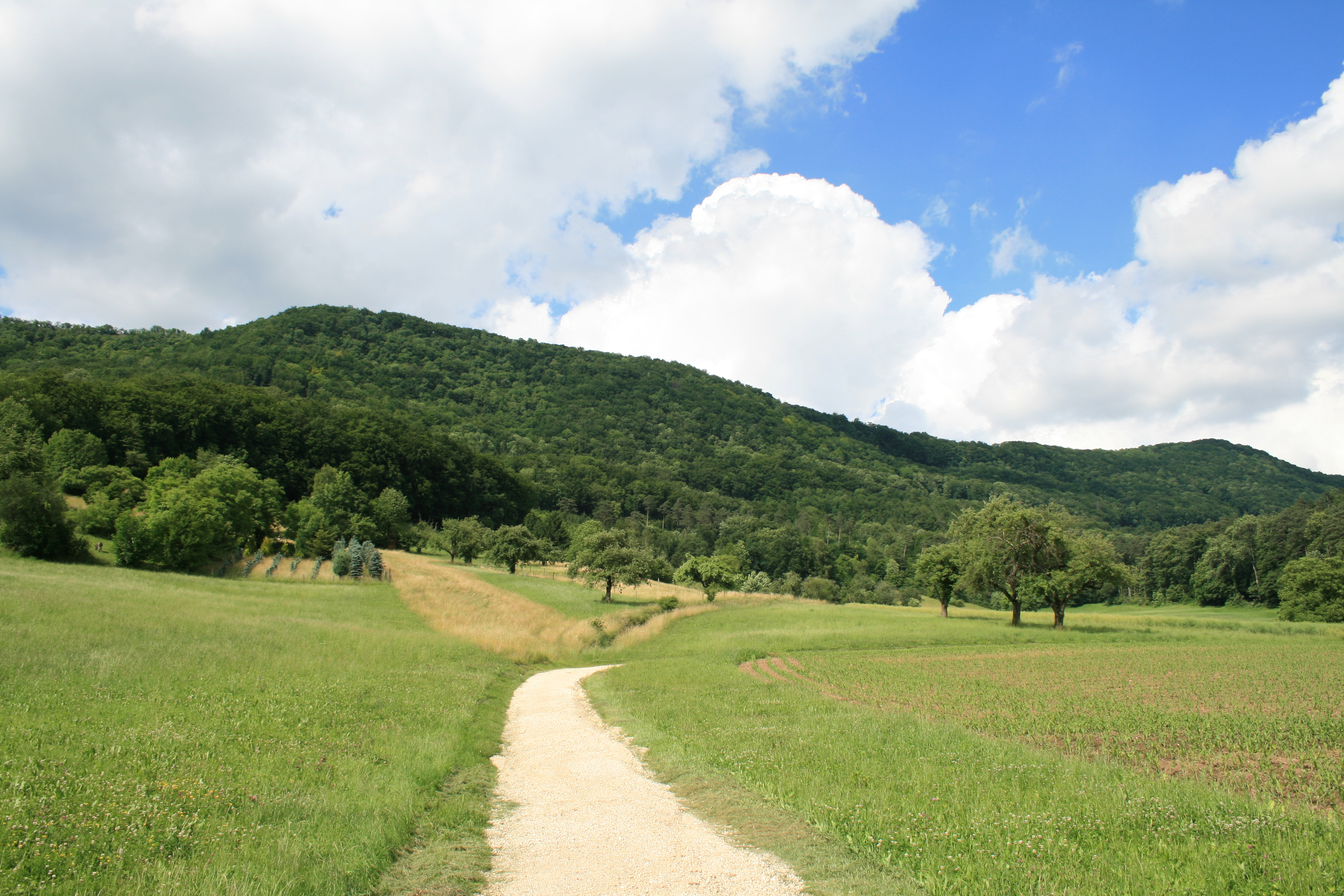
Blick auf die Lägern von Süden bei Wettingen
Alpenpanorama vom Burghorn aus
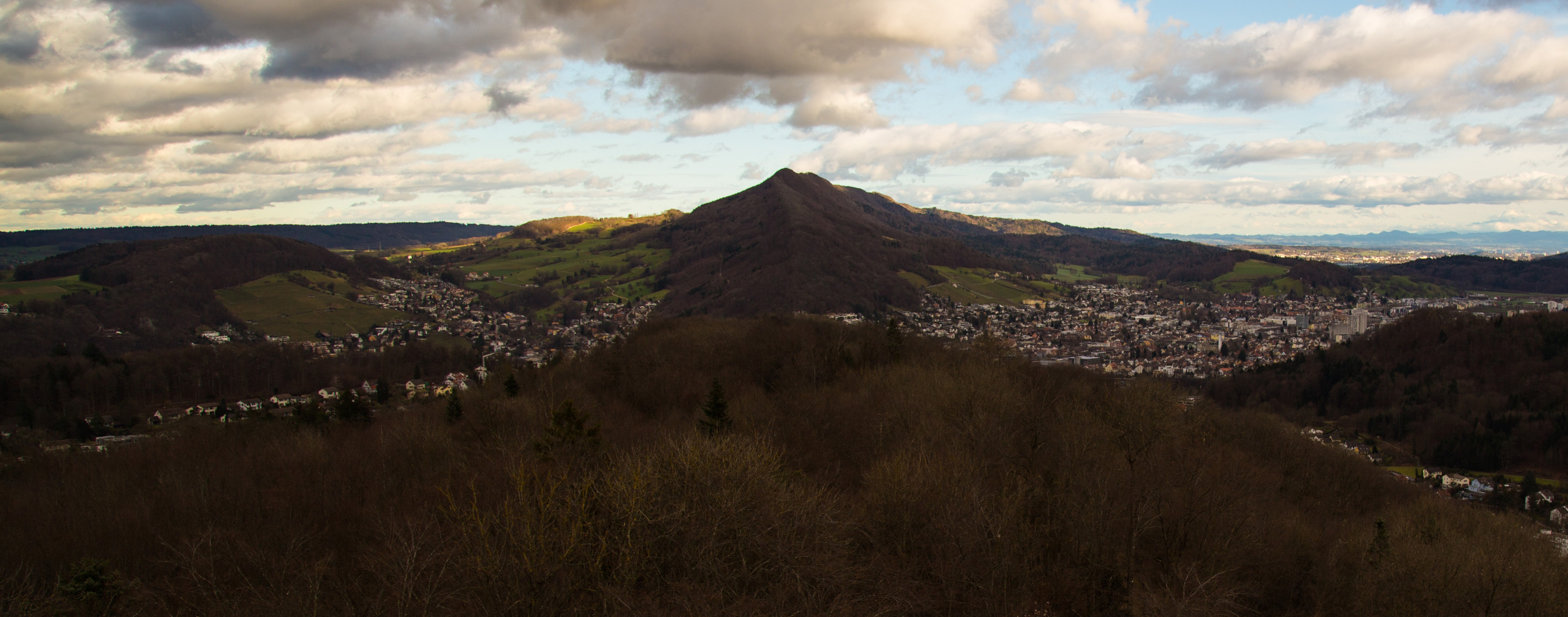
Blick längs des Lägerngrats von Westen links Ennetbaden, rechts Wettingen
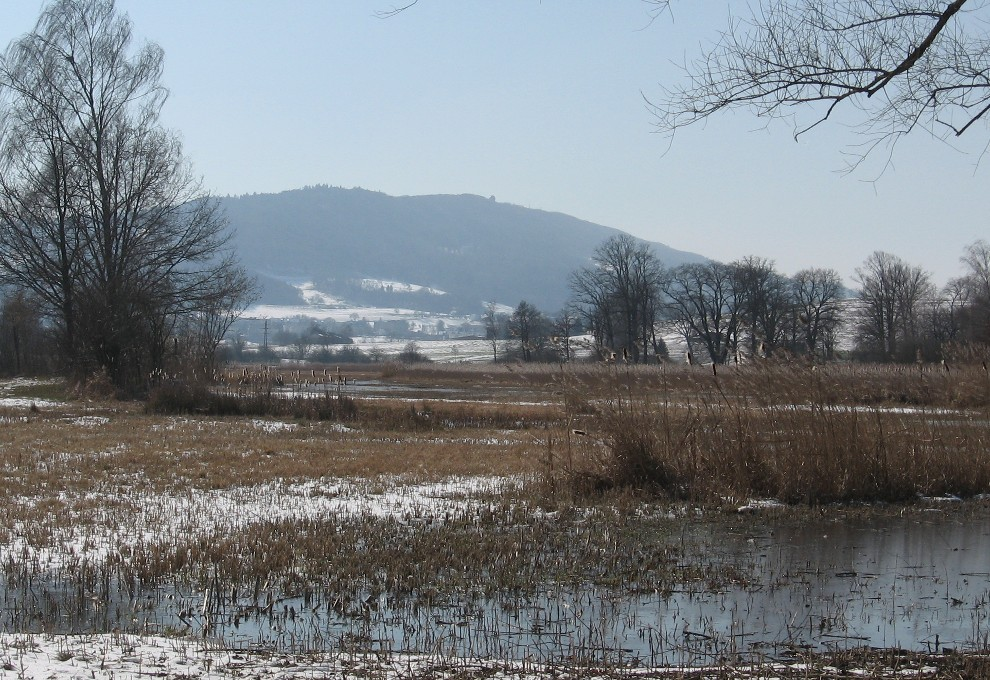
Lägern von Osten aus dem Neeracherried
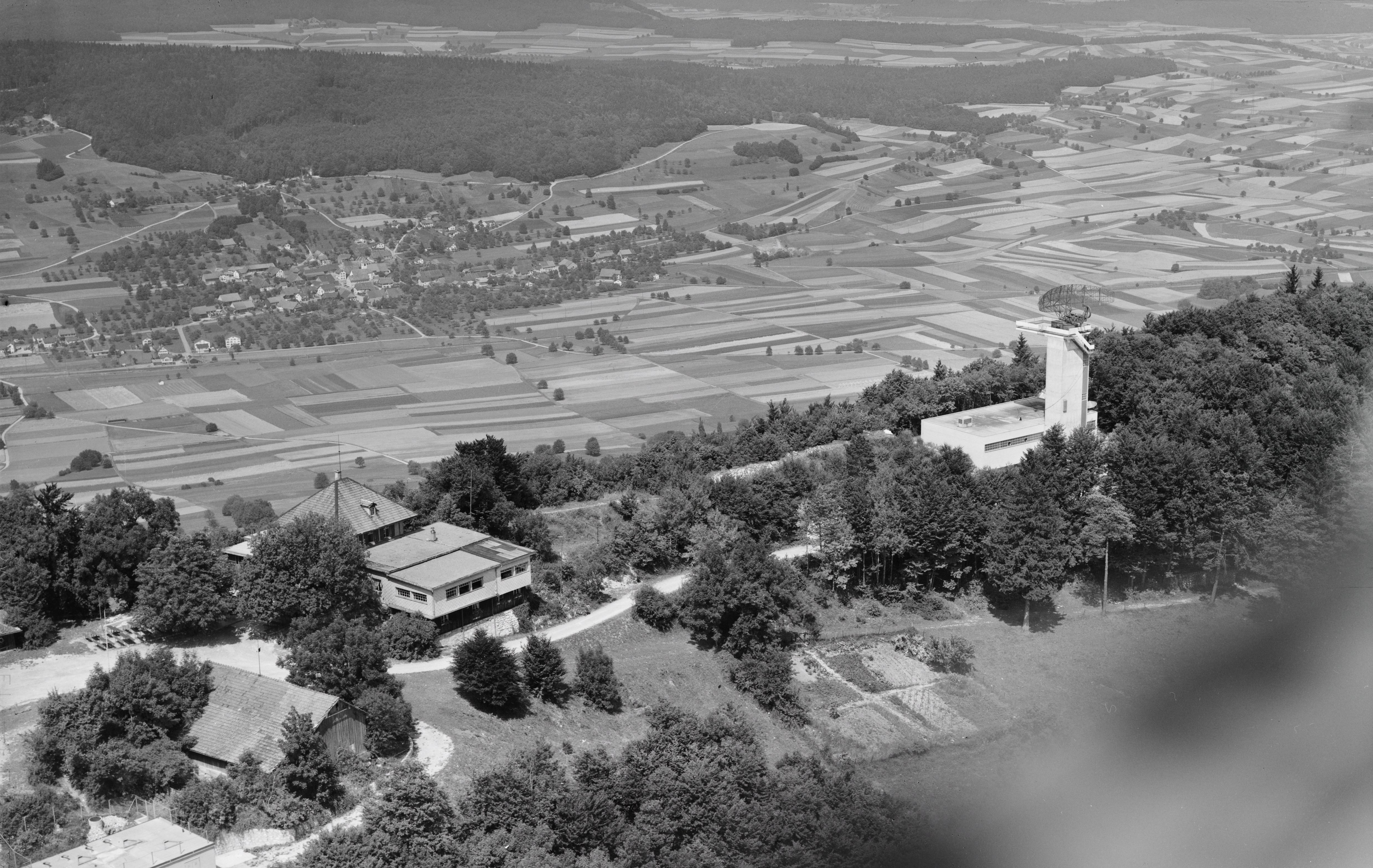
Lägern Hochwacht noch ohne Radom (Juli 1964)

## Schweizerisches Endlager für hochradioaktive Abfälle
Am 10. September 2022 gab die Nationale Genossenschaft für die Lagerung radioaktiver Abfälle (Nagra) bekannt, dass die Schweiz nach entsprechender Erkundung im Gebiet «Nördlich Lägern» ihr nationales Endlager für hochradioaktive Abfälle errichten will. Das Gebiet liegt nordwestlich von Bülach. Der Eingang zum Tiefenlager soll im Haberstal beim Dorf Windlach in der Gemeinde Stadel gebaut werden. Gemäss Presseberichten ist mit einem Baubeginn nicht vor 2045 zu rechnen. Die Verpackungsanlage für die Vorbereitung der radioaktiven Abfälle zur Endlagerung soll in das Zwilag integriert werden. Dieses schweizerische Zwischenlager für radioaktive Abfälle befindet sich seit den 1990er-Jahren am Ostufer der Aare bei Würenlingen im Bezirk Zurzach.